# 花真珠
『花真珠』（はなしんじゅ）は、1990年4月2日から9月28日までの月曜日 - 金曜日に放送された、よみうりテレビ・宝塚映像制作の帯ドラマ（朝の連続ドラマ）である。よみうりテレビでは、8時30分 - 8時55分（JST）に放送、日本テレビでは10時00分 - 10時25分に放送されていた。

## 内容
みなと神戸の真珠業界を舞台にヒロイン（桜井紀子）をめぐる兄弟の争奪戦が展開する。桜井紀子（岩崎良美）は、母亡き後、父・耕造（織本順吉）とともに真珠の養殖業を営んでいる。耕造と紀子の真珠は業者間で評価が高い。そのため、神戸の有力な真珠商・井村邦夫（南原宏治）とも懇意にしている。収穫も終わり、入札の季節となった。好意を抱いていた井村の息子・昭彦（誠直也）が入札責任者であることから、紀子は自分の真珠が昭彦に入札されることを望んだ。が、紀子に横恋慕する昇（ひかる一平）のおかげで失敗。そんな折、耕造が仕事中倒れてしまう。

## エピソード
物語の発端となる1959年は皇太子明仁親王（明仁上皇）と正田美智子が結婚、美智子妃がパールを着用していたことから爆発的な真珠ブームが起こっていた時期である。作品が放送された1990年は、6月に礼宮文仁親王が川嶋紀子と結婚しており、ヒロインの紀子もジューンブライドになることが決定していた。

## キャスト
- 桜井紀子：岩崎良美（トップクレジット）
- 井村昭彦：誠直也
- 昇：ひかる一平
- 桜井耕造：織本順吉
- 井村邦夫：南原宏治（エンドクレジット）
- 太川陽介
- 加茂さくら
- 露の五郎
- 坂本和子
- 馬淵晴子
- 鹿取洋子
- 三條美紀
- 正司歌江
- 鹿内孝
- 天田俊明
- 原知佐子
- 山田スミ子
- 西園寺章雄
- 南条好輝
- 須永克彦
- 宮田圭子
- 日高久
- 北見唯一
- 若林みどり
- 岡村嘉隆
- 森下鉄朗
- 下元年世
- 表淳夫
- 波田久夫
- 芝本正
- 田中弘史
- ハル・ゴールド
- 水上保広
- 野田浩子
- 久賀大雅
- 久仁亮子
- 溝田繁
- 楠年明
- 徳田興人
- はりた照久
- 河合綾子
- 亀井賢二
- 笹五朗
- 門田裕
- 松田明
- 邦保
- 山本弘
- 新城邦彦
- 川本美由紀
- 多々納斉
- 端田宏三

## スタッフ
- 脚本:石森史郎、上條逸雄、林千代、大前玲子
- 演出:小泉勲、中津川勲、高野昭二、藤井裕也、浅沼順、吉田憲二

## 主題歌
- 「明日への贈り物」唄:ハイ・ファイ・セット

| よみうりテレビ 朝の連続ドラマ | よみうりテレビ 朝の連続ドラマ | よみうりテレビ 朝の連続ドラマ |
| 前番組                        | 番組名                        | 次番組                        |
| ----------------------------- | ----------------------------- | ----------------------------- |
| 京一輪                        | 花真珠                        | いのち草                      |